# 孟加拉乡村银行
孟加拉乡村银行（另稱格莱珉银行）是孟加拉国一家提供微型贷款的金融机构暨社区发展银行。它向穷人提供不需要抵押物的小额贷款（又被称为微型贷款或者格莱珉贷款），其放款对象主要锁定在贫乡妇女，因她们贷款的动机单纯是为了创业（家庭手工的小事业），所以借贷金额低，而这一点不算大的钱足以改善她们一家人的生活，且还款率高，已經高達99.9%。此系统是基于一个观点，即贫穷的人们都有尚未开发的技能；有了激励，他们可以赚更多的钱。银行同时也接受存款和其他服务，也进行发展导向的经营，包括纺织品，电信和能源公司。
格莱珉银行成立于1976年。它的创始人穆罕默德·尤努斯在吉大港大学就读时，发起了一个旨在研究如何设计一个信贷系统来为乡村中的穷人提供贷款的项目。1983年10月时，格莱珉银行获准成为一家独立银行。1998年，该行的“低成本住房计划”获得了世界人居奖。2006年，银行及其创始人穆罕默德·尤努斯被授予诺贝尔和平奖。

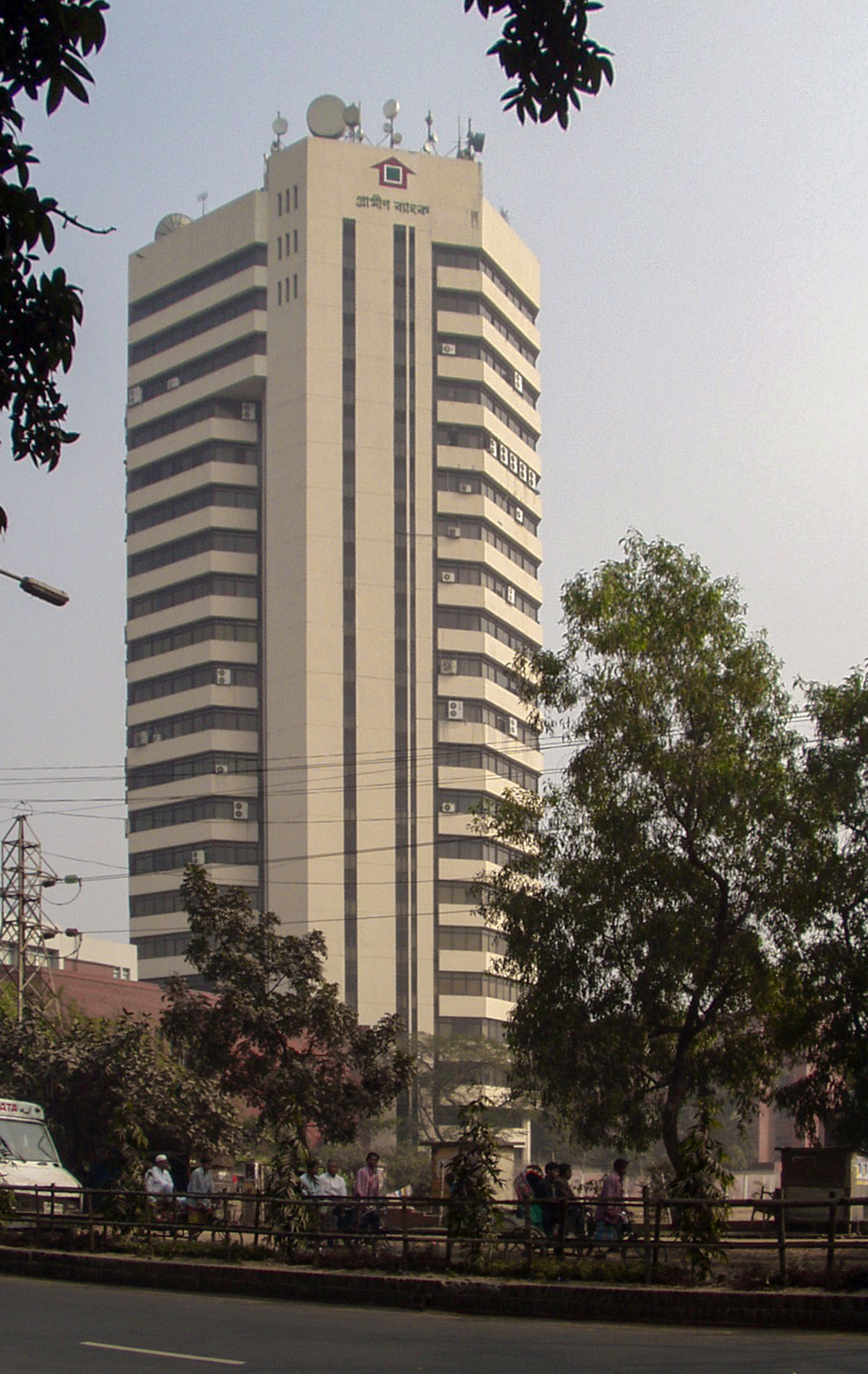
孟加拉鄉村銀行位於達卡的總部大樓

## 历史
穆罕默德·尤努斯在1974年孟加拉国饥荒期间获得了这个灵感，他向一个42个家庭组成的团体提供27美元的小额贷款，作为他们创业的启动资金，使他们能够在免受掠夺性贷款的情况下进行手工业制造和销售。尤努斯认为，向更多的人提供这种贷款可以刺激企业，缓解孟加拉农村普遍存在的贫困。

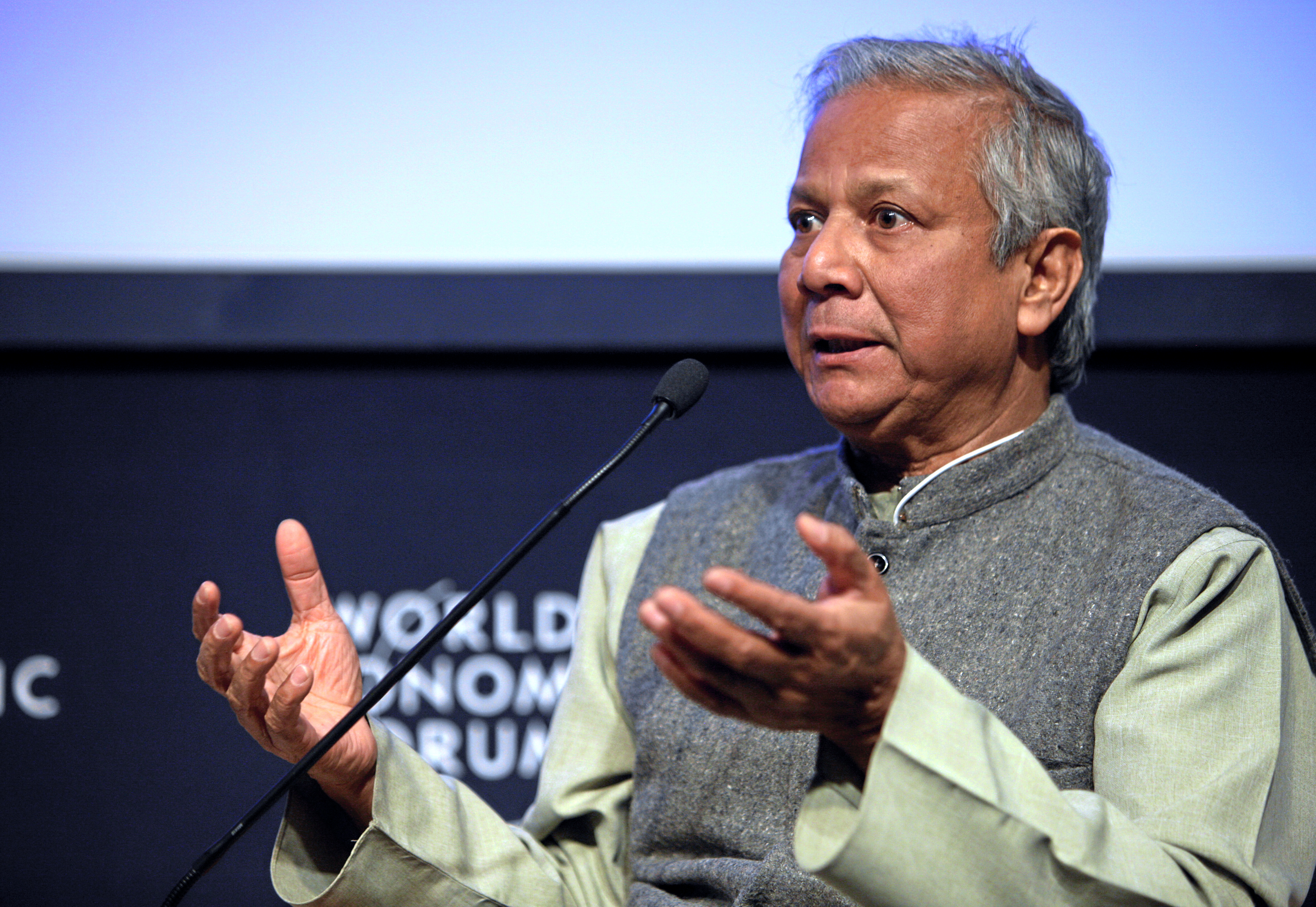
诺贝尔和平奖获得者 穆罕默德·尤努斯, 银行创始人

尤努斯从他的理论研究和经营实践中发展了格莱珉银行的经营模式。“格莱珉”（Grameen）在孟加拉语中是乡村的意思。他开始把扩大小额信贷作为研究课题，并结合吉大港大学的农村经济项目，来测试他向农村贫困人口提供信贷和银行服务的方法。1976年，乔布拉村以及临近吉大港大学的其他几个村庄，成为第一个可以从格莱珉银行获得信贷服务的地区。这一尝试取得了成功，1979年，在孟加拉银行的帮助下，该项目扩展在到坦盖尔区（首都达卡北部）。格莱珉银行在这些地区也取得了成功，并且不断将其业务扩展到孟加拉国的其他地区。
根据孟加拉国政府于1983年10月2日颁布的条例，该项目被授权建立一个独立的银行。来自芝加哥一个社区发展银行ShoreBank的银行家Ron Grzywinski和Mary Houghton，帮助尤努斯在福特基金会的资助下正式成立孟加拉乡村银行。1998年孟加拉水灾时，由于经济衰退，该银行的还款率下降，但在随后的几年中恢复。到2005年初，该银行已借出超过47亿美元，到2008年底，该行累计向穷人发放了76亿美元。
2011，孟加拉政府强迫尤努斯从格莱珉银行辞职。原因是尤努斯已经72岁，超过了这一职位的法律限制。
截至2017年底，该行约有2600个分行和九百万个借款人，还款率为99.6%。借款人的97%是女性。该银行的业务在孟加拉的97%个村庄都很活跃。它的成功为世界提供了一种新的商业模式，现在在世界上的40多个国家都有类似项目，包括世界银行对格莱珉型计划提供资助的倡议。格莱珉银行现在也正在扩展到发达国家。截至2017年底，格莱珉银行在美国11个城市拥有19个分支机构。将近100000个借款人都是女性。

## 资金来源
孟加拉乡村银行通过不同的渠道获得资金，主要资金来源随着时间的发展也在发生着变化。最初的几年，捐助机构在很低的利率下向該行捐赠资金。到了20世纪90年代中期，该行开始从孟加拉国中央银行获得大部分的资金。最近，格莱珉银行开始发行债券来融资，孟加拉国政府为这一债券提供了担保，从而对格莱珉银行提供了隐形扶持。虽然如此，格莱珉银行的债券利率仍高于银行存款利率。
2013年，孟加拉国议会通过了《格莱珉银行法案》来替代1983年颁布的格莱珉银行条例，授权政府直接管理银行。

## 小额贷款的申请
格莱珉银行是建立在金融贷款比慈善机构更好地消除贫困的原则之上的，他们为人们提供了在商业或农业中通过努力摆脱贫穷的机会，并借此获得收入偿还贷款。
格莱珉银行相信人有无穷的潜力，并释放他们的创造力和主动性，帮助他们摆脱贫困。
格莱珉银行服务对象是原来金融服务无法覆盖到的社会阶层：穷人、妇女、文盲、失业人员。获得信贷以一些条件为前提，如集团贷款制度和每周分期付款，贷款期限较长，使穷人能够利用现有的技能，在每一个贷款周期中获得更好的收入。
格莱珉的目标是促进穷人的经济独立。尤努斯鼓励所有借款人成为储户，这样他们的资本就可以转化为给其他人的新的贷款。1995至今，格莱珉银行已经用利息收入和吸纳的存款为其90%的贷款提供了资金，并调整了新借款人和储户的利息。格莱珉银行通过存款为更多的需求者提供了贷款。
格莱珉银行的服务对象是最贫穷的穷人，特别是妇女，她们获得了银行贷款的95%。传统上，妇女很难获得普通信贷额度和收益的金融替代品，她们在家庭决策中享受的权利份额远低于男性。尤努斯和其他研究者发现，贷款给妇女还产生一些其他的作用，例如女性这一边缘团体获得的收益和经济改善之后，有更大的倾向和自己的孩子分享，而男性的这种倾向就会弱很多。尤努斯声称，即使在2004年，妇女仍然难以获得贷款；她们占商业银行借款人的不到1%（尤努斯2004）。与传统银行相比，包括格莱珉银行在内的小额信贷机构收取的利率很高，格莱珉银行的主要信贷产品的利息为20%左右。
格莱珉公司发放了更为多样化的贷款。它扶持手摇井项目，并且发放贷款支持Grameen的兄弟企业。它为设备和牲畜建立了周期性的农业贷款和“先租后买”协定，来帮助穷人们发展更好的农业。该银行设立了新目标：帮助全体下设点实现基准水平的脱贫，如具备充足的食物，干净的水源和公共厕所。

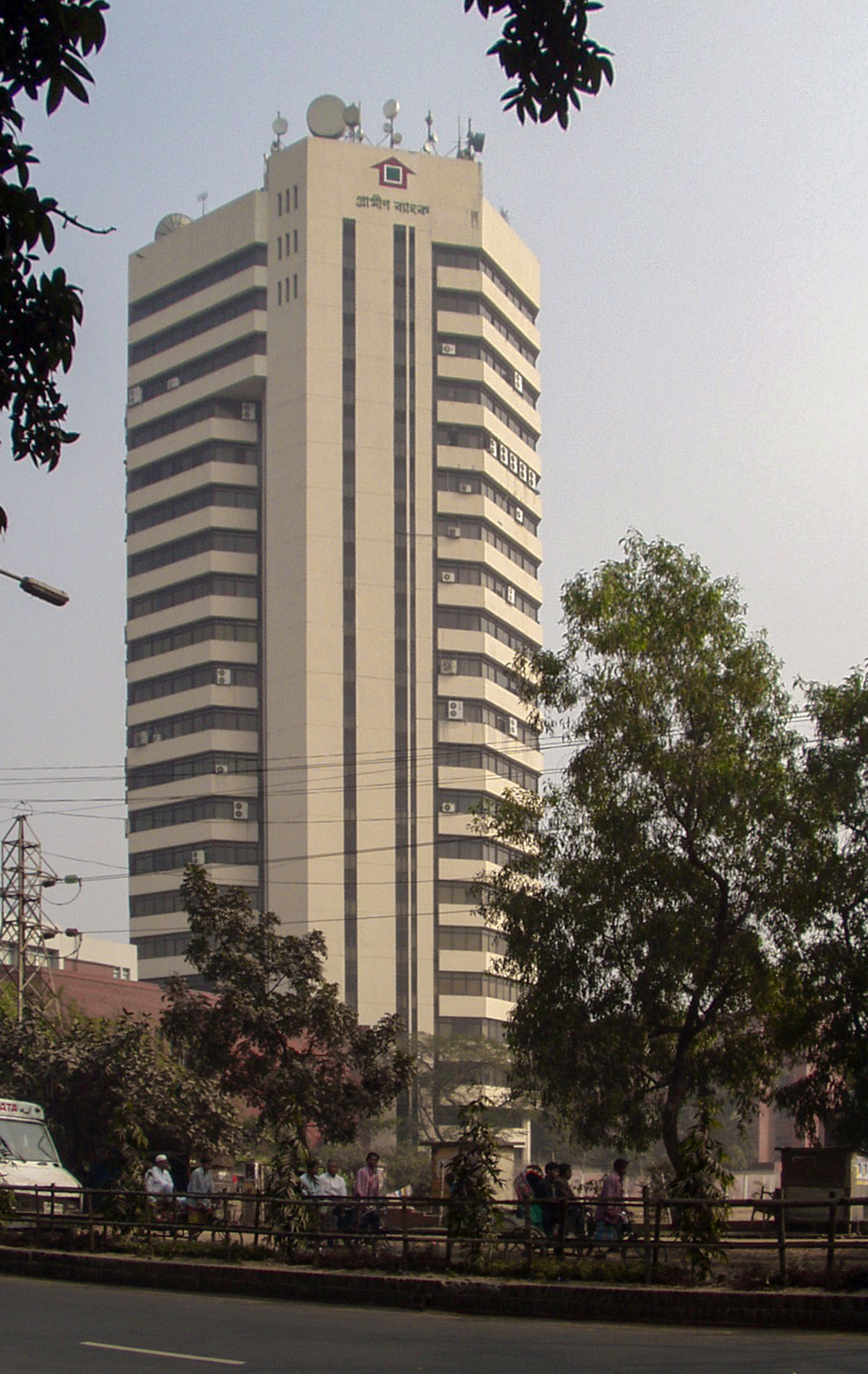
达卡的格莱珉银行大楼

该行依靠16项宗旨在孟加拉国引导人们形成了一系列的价值观。在格莱珉银行的每一个分行，借款人都会背诵这些宗旨并发誓跟随他们。这16项决定，促使格莱珉银行的借款人采取积极的社会习惯和生活方式。其中很重要的一个习惯就是送孩去上学。自从格莱珉银行施行了这16项宗旨后，几乎所有的格莱珉借款人都让学龄儿童按时入学。这反过来又有助于实现社会变革，并提高了下一代的素质。
格莱珉银行以其团体贷款制度而闻名。团体贷款是格莱珉小额信贷体系的基础，目前该系统已在43多个国家使用。虽然每个借款人必须属于一个五人小组，这个小组不需要向银行提供任何的贷款担保。还款责任完全由借款人个人承担。这个小组负责监督每个借款人都没有不负责任的行为和还款的困难。不存在正式的连带责任，也就是说集团成员没有义务代替违约成员还款。但是，在实际操作中，小组成员往往需要缴纳一部分款项，以便日后有人违约是可以从这部分款项中扣除无法偿还的部分。这种行为之所以普遍存在，是因为格莱珉银行拒绝向有违约记录的小组提供进一步的信贷服务。
格莱珉银行和借款人不签订法律文件（即没有书面合同），这个体系完全是基于信用来运行。为了补充贷款，格莱珉银行要求贷款人定期在银行存一小部分钱，并指定这一部分钱用于应急。
在一个很少女性能够从商业银行获得贷款的国家中，格莱珉银行一直专注于女性借款人，97%的成员是女性。世界银行的一项研究表明，妇女获得小额贷款，使他们通过获得更多的创业资源和对自己生活和命运更大的掌控力，其他一些经济学家认为小额信贷与妇女权益之间的关系没有那么简单。
在其他领域，格莱珉投资回报率很高，超过98%。然而，据华尔街日报报道，2001年五分之一的银行贷款逾期一年有余。格莱珉银行说，依照所有适龄儿童入学，所有家庭成员一天都能吃上三顿饭，拥有卫生的厕所、防雨的房子、干净的饮用水和每个星期偿还300塔卡（约合4美元）的贷款的标准来衡量，孟加拉的贷款者超过半数（接近5000万人）通过他们的贷款摆脱了严重贫困。
银行还涉足社会事业和创业领域。2009年，格莱珉创意实验室与尤努斯中心合作创建全球社会商业峰会。这一峰会已成为全世界的社会企业促进讨论、行动和合作的主要平台，为解决世界上最紧迫的问题贡献了一份力量。

### 乡村电话计划
银行多元化了小额信贷的应用。在乡村电话计划中，女创业者可以创办公司提供无线付费电话服务。这项计划以其对于通讯发展的贡献，赢得了2004年的圣彼得堡奖，奖金为100000欧元。在宣布该奖项的新闻稿中，发展门户基金会（英語：the Development Gateway Foundation)指出，通过这一计划：
...格莱珉缔造了一个新的的女企业家阶层，她们摆脱了贫困，并且致力于改善了农民和其他人的生计。她们通过努力让孟加拉28000个村庄获得了以前无法获得的关键市场信息和重要的通信。目前有55000多部手机在使用，有8000多万人因市场信息、来自亲戚的消息或其他因素而大受裨益。

### 极度贫困人群帮扶计划
2003年，格莱珉银行启动了一项新的计划，不同于传统的以团体为基础的贷款，这项计划专门针对孟加拉的乞丐。这个计划的重点是向乞丐发放小额贷款。贷款完全无息，还款期可以任意长，借款人无需支付就可以享受人寿保险。例如，一个乞丐在贷款了100塔卡（约合1.50美元），他可能每个星期只用偿还2塔卡（约合3.4美分）。

### 住房贷款
1984年，格莱珉向中央银行申请帮助，以提供借款人住房贷款。他们的申请被驳回，理由是125美元的贷款不可能建立一个合适的住房。.因此格莱珉提出了“shelter loan（避难所贷款）”的想法。他们再次遭到拒绝，这次是因为他们的借款人无力支付非创收贷款。格莱珉改变了策略，并申请了第三次，这次的想法是“工厂贷款”，她们解释说借款人在家工作，所以家也是一个工厂，使借款人有可能赚取收入。格莱珉被拒绝了第三次。
在第三次被拒绝之后，银行的创始人尤努斯亲自会见了央行行长，恳求得到央行的帮助。当被问到他是否认为借款人会偿还贷款时，他回答说：“是的，他们会的。与富人不同，穷人不能冒险不还债，这是他们唯一的机会。”然后格莱珉获得准许在他们的服务范围中增加住房贷款。
截至1999年底，格莱珉银行共提供了1亿9000万美元的住房贷款，用于建造560000多所住房，并获得近乎完美的还款率。到1989年底，他们的平均住房贷款已增长到300美元。那年，格莱珉住宅計劃获得了国际建筑奖。

## 格莱珉银行对于经济上处于劣势的人群的认识
当穆罕默德·尤努斯在孟加拉刚刚创立格莱珉银行，并向生活在Jobra周边的乡村地区的赤贫的人群提供小额贷款时，他就形成了并一直坚持两个基本前提。第一，信贷是一项人权；第二，穷人是最了解如何改善自己处境的人。
在他的书《穷人的银行家：小额贷款和对世界贫困的战斗》（英語：Banker to the Poor: Micro-lending and the Battle Against World Poverty）中，穆罕默德·尤努斯展示了在格莱珉银行商业模式行程背后的远见卓识，“当你将世界放在手掌中，从空中鸟瞰它时，你会变得傲慢，你没有意识到在很远的地方看的话事物搜会变得模糊。我选择了“虫眼观”......穷人教给我一种全新的经济学。我从穷人自己的角度了解了他们所面临的问题。我们看到，尤努斯已经全身心地投入到了帮助穷人的事业中，设身处地地为穷人着想。我们遇到Sufiya Begum时初步理解了尤努斯的贫穷观，这个竹凳制作工匠因为缺27美分而陷入了贫穷的恶性循环。格莱珉银行时建立在一个人心底对于被社会抛弃的群体的深深的爱与同情之上的。尤努斯和银行、社区一起采取积极的行动帮助像Sufiya这样的人获得信贷，并针对具体情况最有效的利用这笔钱。格莱珉银行需要成为一个不同寻常的银行。正如尤努斯所说的那样，它必须是“一个向一无所有的人提供贷款的机构”。之后，随着时间的推移，银行又会面临很多具体的问题，比如为没有土地的人斗争或者帮助像Jobra周围的一些农民那样无法使用已有的深水井的弱势农民。
虽然格莱珉银行成立以后不断壮大，它依旧坚持一开始的两个原则。今天格莱珉银行依旧认为，如果向个体提供信贷，他们会通过努力创业改善自己的生活处境。因此，格莱珉银行与许多其他不向帮扶对象提供脱贫创业指导的社会项目，有着很大的区别。取而代之的是，格莱珉给予借款人自由以更好的方式利用他们已经拥有的技能，五人支持小组的成员资格是唯一的要求。
格莱珉银行鼓励其成员积极参与国家的政治活动，从而产生积极的社会影响。穆罕默德·尤努斯的《穷人银行家》一书中说到，尤努斯让他的银行职员鼓励格莱珉借款人投票，然而，工作人员不影响选民支持哪个政党的决定。是因为所有的格莱珉五人小组都必须按照一种民主的形式运作（比如选举一位主席和秘书），并且格莱珉银行的工作人员却惊讶地发现，借款人很高兴有机会在1991届全国大选中行使他们作为孟加拉公民的投票权。格莱珉银行的工作促使政治活动急剧增加，这一直持续到1992, 1996和1997次选举。由于格莱珉银行更加重视妇女，1996次选举获得的来自妇女选票比男性多，这导致了反对妇女权利的政党执政权力被剥夺。不仅有更多的妇女参与政治活动，而且1750多个格莱珉帮扶成员，268名男性和1485名女性，当选为1997年的地方办事处工作人员。
2006接受PBS采访时，（在经营格莱珉银行16年之后）尤努斯对格莱珉银行的小额信贷系统表示满意。他强调说，他已经注意到格莱珉的借款人在偿还格莱珉银行的贷款时，会获得自信和自给自足。他补充说，虽然无意批评慈善机构的合法地位，但接受慈善捐赠的人不会以体验到这种自给自足的快乐。

## 业务统计
格莱珉银行由银行的借款人所有，其中大部分是贫穷妇女。在银行的总股本中，借款人拥有94%，剩下的6%是孟加拉政府拥有的。
该银行在2003至2007年间迅速发展。截至2011年1月，银行的借方总数为840万，其中97%为女性。借款人自2003以来已增加了一倍多，并拥有312万名受助者。.在所涵盖的村庄数量上也可以看到类似的迅速增长。截至2007年10月，该银行拥有员工24703多名，其2468个分支机构为80257个村庄提供服务，而在2003年业务只覆盖了43681个村庄。
银行已经发放1兆4370亿孟加拉塔卡（209亿2000万美元）的贷款，其中1兆3170亿（190亿2000万美元）已偿还。该银行的还款率已经达到96.67%，高于1998年宣布的的95%。David Roodman批评了格莱珉银行用来确定这一统计数据的会计方法。
全球潜在小额贷款的数量估计为10亿个，贷款需求总额为2500亿美元。目前的小额信贷模式正在为1亿人提供着250亿美元的贷款。

## 员工培训
格莱珉银行的员工经常在非常艰苦的条件下工作。员工接受6个月的在职培训，同时跟随来自各个部门的合格和经验丰富的个人。这项培训的目的是让受训者“欣赏穷人的未开发的潜力”，并找到解决格莱珉分支机构出现问题的新方法。6个月后，受训人员返回达卡总部接受审查和评估，然后再到银行分支机构任职。

## 荣誉
- 1994年，格莱珉银行被授予1994年的独立日奖, 这是孟加拉国政府的最高荣誉。
- 2006年10月13日，诺贝尔委员会授予格莱珉银行和他的创始人，默罕默德·尤努斯，2006年度诺贝尔和平奖，来表彰他们自下而上推动经济社会发展的努力。[47]颁奖词中还说道：

从三十年前的艰辛初创开始，尤努斯首先通过格莱珉银行发展小额信贷，使其成为和贫穷斗争的空前重要的工具。格莱珉银行一直是世界各地一直涌现着的诸多小额信贷机构的思想和模式的源头。
1992年，Mosammat Taslima Begum，用她的第一个16欧元（20美元）的银行贷款买了一只山羊，后来她成为一个成功的企业家并当选为该银行的董事会成员。2006年12月10日，她作为银行的借款人可投资者的代表在奥斯陆市政厅举办的诺贝尔奖颁奖典礼上领奖。
格莱珉银行是唯一获得诺贝尔奖的商业公司。挪威诺贝尔委员会的主席Ole Danbolt Mjøs教授，在讲话中说，挪威诺贝尔委员会希望，通过给予孟加拉乡村银行和穆罕默德·尤努斯诺贝尔奖，引起社会对穆斯林世界的成就，对女性视角，对与贫困进行的斗争的关注。

## 相关企业
格莱珉银行已经成长为格莱珉集团中的二十多家企业。这个集团包括格莱珉信托、格莱珉基金、格莱珉通讯、格莱珉能源（Grameen Shakti）、格莱珉电信、格莱珉教育（Grameen Shikkha）、格莱珉渔业（Grameen Motsho）、格莱珉商业发展（Grameen Baybosa Bikash）、格莱珉电话、格莱珉软件有限公司、格莱珉网络有限公司、格莱珉针织品有限公司、格莱珉Uddog（格莱珉检查品牌的所有者）。
2005年7月11日，格莱珉一号共有基金（英語：Grameen Mutual Fund One,GMFO），在孟加拉证券交易委员会的批准下，首次公开募股。其中首次共同基金，gmfo将允许超过四百万孟加拉乡村银行的会员，以及非会员，购买到孟加拉的资本市场。银行及其组成部分合计价值超过74亿美元。
设立格莱珉基金会是为了分享格莱珉哲学并在世界范围内扩展小额信贷对穷人的益处。在Charity Watch上拥有A评级的格莱珉基金会，在美国（唯一一个格莱珉提供类似服务的发达国家）也提供小额信贷，并在贷款保障、培训和技术转让等方面给予全世界的小额信贷机构支持。截止2008年，格莱珉基金会在以下的国家帮助小额信贷机构：
- 亚太地区: 孟加拉， 中国，东帝汶，印度尼西亚，印度，黎巴嫩，巴基斯坦，菲律宾，沙特阿拉伯，也门
- 美洲: 玻利维亚，多米尼加，萨尔瓦多，海地，洪都拉斯，墨西哥，秘鲁，美国
- 非洲: 喀麦隆，埃及，埃塞俄比亚，加纳，摩洛哥，尼日利亚，卢旺达，突尼斯，乌干达

## 批评
一些分析师认为，小额信贷可以给社区带来无法逃避的负债。研究人员发现，格莱珉银行提供的贷款造成贫困的家庭为了偿还贷款，不得不出售他们的财产，甚至造成极端情况下因为压力和屈辱而自杀。
米塞斯研究所的Jeffrey Tucker建议小额信贷银行应依靠补贴经营，从而成为福利的另一种形式。尤努斯认为他不走传统的补贴经营路线，给借贷者自食其力创造商机的机会。Tucker基于对于“16项宗旨”的理解对尤努斯提出了批评，他认为这16项宗旨是一种在不了解贫穷、文盲的农民的前提下的一种盲目灌输。Maulana Ibrahim，孟加拉的一位阿訇，以格莱珉银行在促进非伊斯兰生活方式为由批评了格莱珉银行。他声称，银行要求女性不再服从自己的丈夫，不再忍受贫困的生活。
挪威的纪录片《陷入微债务》中指控，格莱珉银行存在逃税问题，西班牙纪录片《小额信贷》也表明了这一观点。该指控是基于格莱珉银行在1996年，在免税期前非法将约1亿美元的挪威发展合作署（NORAD）的捐款，从一个格莱珉实体转移到了另一个的格莱珉银行。然而，NORAD在2010年12月发表声明，澄清尤努斯及格莱珉银行不存在任何不当行为，并附上了由国际发展署委托的NORAD的捐赠的综合评估。
尤努斯否认这是逃税行为：

不存在逃税的问题。政府为组织提供了机会，我们利用这些机会来帮助我们的股东，孟加拉农村贫穷妇女。
David Roodman 和Jonathan Morduch 基于情况的复杂性，对小额信贷对贫困作用的研究在统计意义上的有效性提出了质疑。Yoolim Lee和Ruth David发现在印度南部，小额信贷和格莱珉模式正在被风险投资和对利润的追逐所扭曲。在某些情况下，贫穷的农村家庭遭受了债务螺旋，小额融资讨债者的骚扰，有时甚至是自杀。

## 电影和纪录片
- 2010年电影《抓住一美元（英语：To Catch a Dollar）》记录了2008年在纽约Queens建立格莱珉美国项目的过程。该影片在2010年圣丹斯电影节上首映。
- 2010年纪录片《靠一美元生存（英语：Living on One Dollar）》提及了格莱珉银行在危地马拉的农村提供小额信贷来建立家庭作坊。这部纪录片在组织 "Living on One" 的网站（页面存档备份，存于）和Netfix Stanford Web Archive的存檔，存档日期2011-04-09上都可以观看。

## 参阅
- Accion International
- Acción Emprendedora
- Accion USA
- Cooperative banking
- Count Me In
- Flat rate (finance)
- Grama Vidiyal, Indian Microfinance Bank
- Islamic banking
- Kiva
- Micro credit for water supply and sanitation
- Microgrant
- Opportunity International
- Project Enterprise

## 延伸阅读
- Bornstein, David. . Oxford University Press. 2005. ISBN 0-19-518749-0.
- Cockburn, Alexander, "A Nobel Peace Prize for Neoliberalism?"
- Counts, Alex. . Crown. 1996. ISBN 0-8129-2464-9.
- "Micro Loans for the Very Poor", New York Times, 16 February 1997
- Sachs, Jeffrey. . Penguin Books. 2005. ISBN 0-14-303658-0.